# Łączna
Łączna (fino al 1945 Wiesau) è un comune rurale polacco del distretto di Skarżysko-Kamienna, nel voivodato della Santacroce.
Ricopre una superficie di 61,65 km² e nel 2006 contava 5 239 abitanti.